# Réserve naturelle régionale de la vallée des Cailles
La réserve naturelle régionale de la Vallée des Cailles (RNR 141) est une réserve naturelle régionale (RNR) de la région Centre-Val de Loire. Créée en 1999, elle couvre une superficie de plus de 45 hectares et protège des milieux secs dans un vallon en bordure de la forêt domaniale de Dreux.

## Localisation

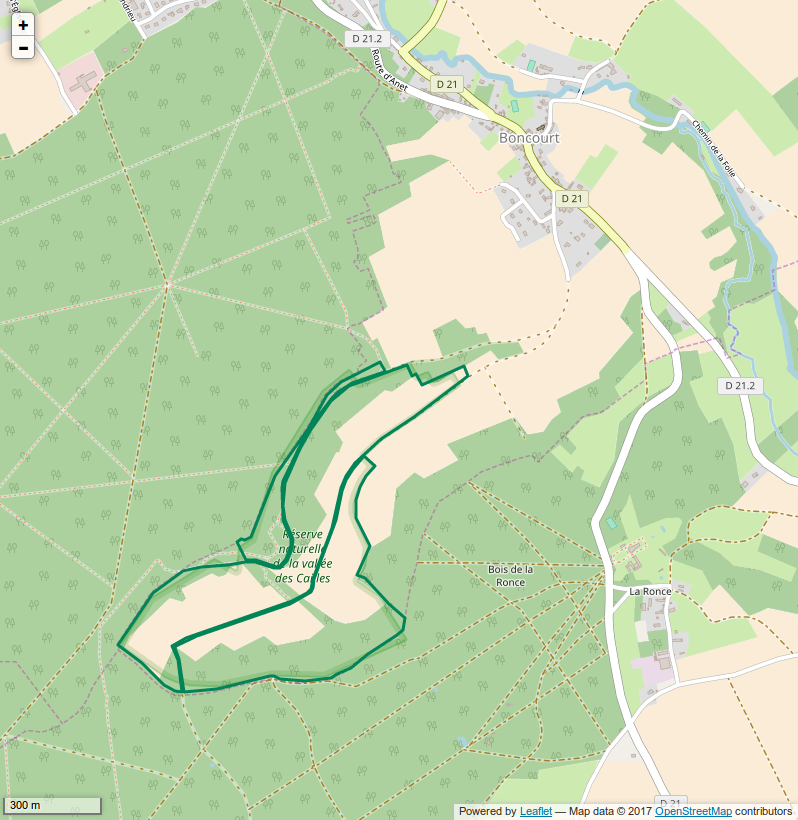
Périmètre de la réserve naturelle.

Le territoire de la réserve naturelle est dans le département d'Eure-et-Loir, sur la commune de Boncourt à une quinzaine de kilomètres au nord-est de Dreux. Le site tire son nom d'un vallon de près de 2 km de long en bordure nord de la forêt domaniale de Dreux. Les parcelles concernées appartiennent à la commune de Boncourt.

## Histoire du site et de la réserve
En raison de la présence de silex, la vallée fut habitée dès le Paléolithique ancien et jusqu'au Néolithique. Cette occupation a engendré un important matériel lithique retrouvé lors de fouilles.
Une briqueterie et une carrière occupent le site au XIXe siècle. Le site est alors réputé pour sa flore.
Les pelouses du site étaient entretenues par le pâturage jusque dans les années 1980.
Le site a été constitué en réserve naturelle volontaire le 24 juin 1999 à la suite d'une volonté de la commune et du Conservatoire d'espaces naturels.

## Écologie (biodiversité, intérêt écopaysager…)
Le site présente une mosaïque de milieux naturels calcicoles. Dans le versant nord on trouve des boisements thermophiles à Chêne pubescent, des fruticées et des pelouses sèches. Le versant sud est couvert d'un boisement spontané et de plantations de résineux.
On dénombre 5 habitats d'intérêt communautaire sur le site avec un habitat prioritaire, la pelouse calcicole méso-xérophile.

### Climat
Le site est soumis à un climat océanique tempéré caractérisé par une faible pluviométrie printanière. Les précipitations moyennes mensuelles oscillent autour de 50 mm par mois. Les températures moyennes mensuelles indiquent un minimum à 1,3 °C en février et une moyenne annuelle de 11,2 °C.

### Géologie
Le sous-sol du site est constitué de craie à silex du Campanien recouverte par endroits d'argile à silex et de limons. Les cailloux de silex ou « cailles » ont donné son nom au vallon. On note quelques dolines sur le versant sud.

### Flore
La flore liée aux pelouses sèches est renommée. On compte 317 espèces de plantes vasculaires sur le site. Les plus remarquables sont l'Epipactis brun-pourpre, la Gentiane d'Allemagne, la Spiranthe d'été, l'Ibéris amer, la Bugrane naine, le Limodore à feuilles avortées, l'Anémone pulsatille, le Galéopsis à feuilles étroites, l'Orobanche de la Germandrée, la Seslérie bleuâtre, la Germandrée batryde et le Polystic à soies.
Le site est également connu pour ses 14 espèces d'orchidées parmi lesquelles l'Orchis mâle, l'Orchis pourpre ainsi que les Ophrys abeille, frelon et mouche. 

### Faune
Les inventaires de l'avifaune indiquent 18 espèces dont 5 nicheuses.
Pour les mammifères, on recense 12 espèces dont 4 espèces de chauves-souris (Vespertilion de Daubenton, Vespertilion à oreilles échancrées, Grand murin et Vespertilion à moustaches).
Les reptiles comptent le Lézard des souches.
Parmi les invertébrés, on note la présence de la petite Cigale des montagnes, de la Mante religieuse, du Criquet de la Palène et de l'Ephippigère des vignes.

## Intérêt touristique et pédagogique
Le site est accessible au public. Un sentier de 4 km en fait le tour.

## Administration, plan de gestion, règlement
L’administration locale et la gestion de la réserve ont été placées sous la responsabilité du Conservatoire d'espaces naturels de la région Centre-Val de Loire http://www.cen-centre.org.
Le 2e plan de gestion 2012-2023, approuvé en 2011 est en cours.

### Outils et statut juridique
La réserve naturelle a été créée par une délibération du 17 février 2012.
Le site fait également partie des zonages suivants :
- ZNIEFF de type I no 240003921 « Pelouses de la Vallée des Cailles »
- ZNIEFF de type II no 2042 « Vallée de l'Eure de Chérisy à Anet »
- ZSC FR2400552 « Vallée de l’Eure de Maintenon à Anet et vallons affluents »
- Forêt de protection de Dreux